# Гонсалвес, Ванесса
Ванесса Андреа Гонсалвес Гомес (исп. Vanessa Andrea Gonçalves Gómez; родилась 10 февраля 1986 года в Венесуэле) — победительница конкурса Мисс Венесуэла 2010, представляла свою страну на конкурсе Мисс Вселенная 2011.

## Юность
Родилась в Баруте, Миранда, Венесуэла, Гонсалвес получила специальность стоматолог и она португалка по происхождению, она окончила школу и Universidad Santa María в городе Каракас.

## Мисс Венесуэла 2010
Гонсалвес имеет рост 1,77 м, она стала Мисс Миранда, и была одной из 28 финалисток в национальном конкурсе красоты Мисс Венесуэла 2010, состоявшемся 28 октября 2010 года в Маракайбо, где она получила премию за лучшее Вечернее платье и стала седьмой Мисс Венесуэла из штата Миранда.

## Мисс Вселенная 2011
Ванесса стала официальным представителем Венесуэлы на конкурсе Мисс Вселенная, который состоялся 12 сентября 2011 года.